# Holconia
Holconia là một chi nhện trong họ Sparassidae.

## Hình ảnh

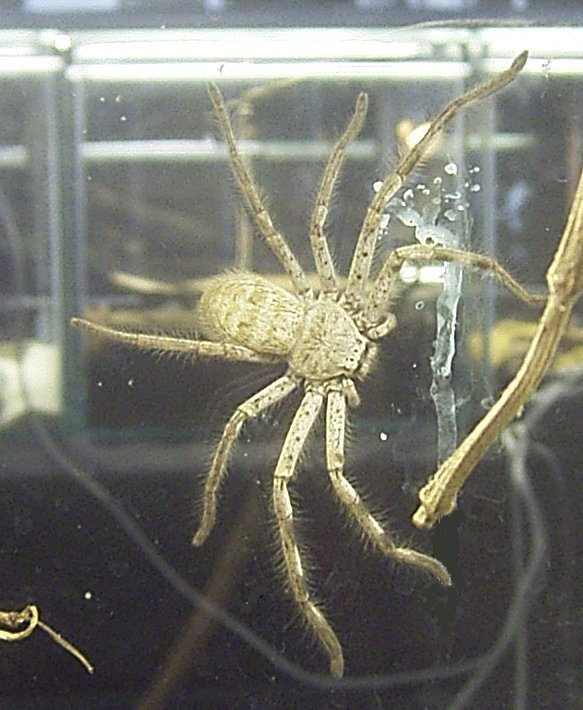
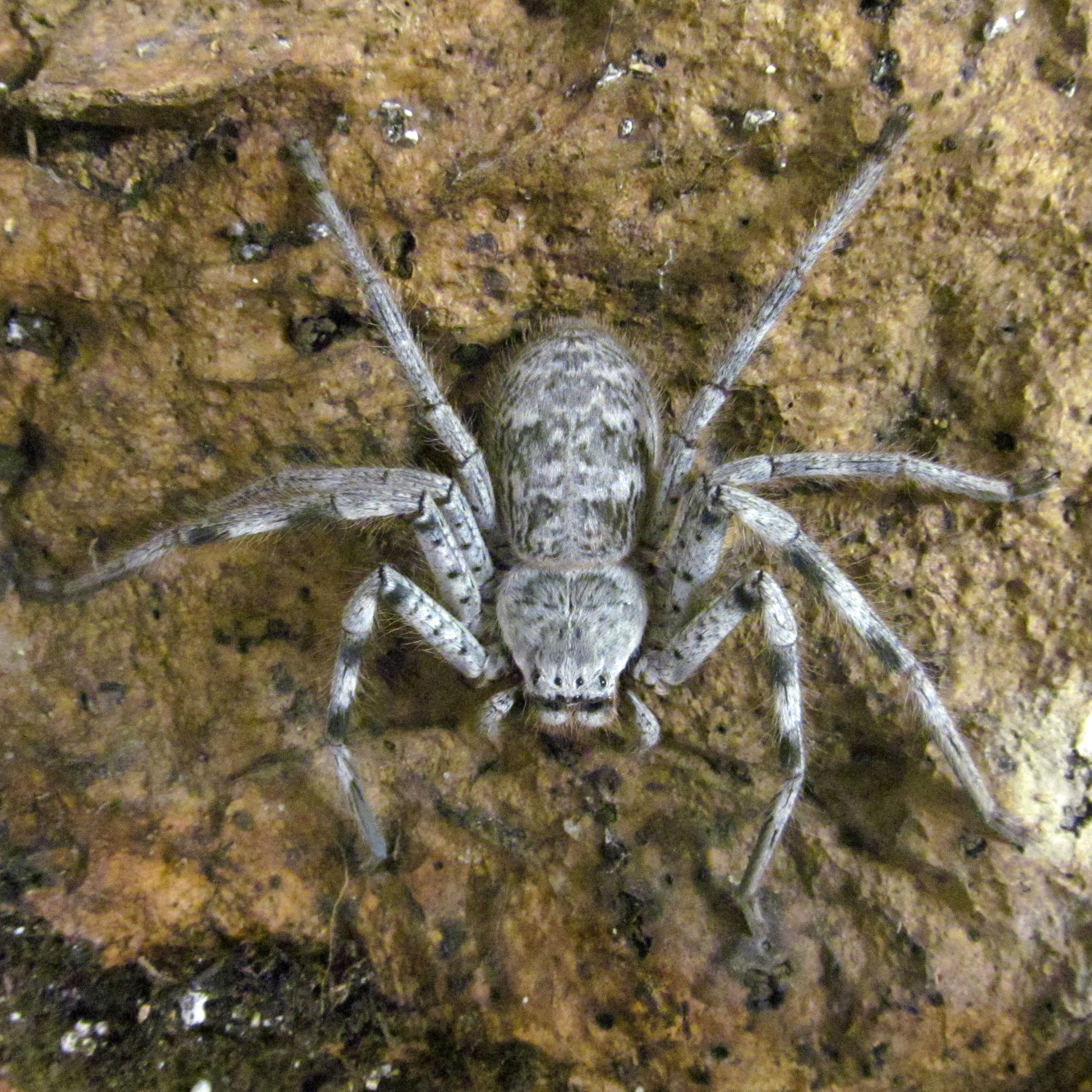
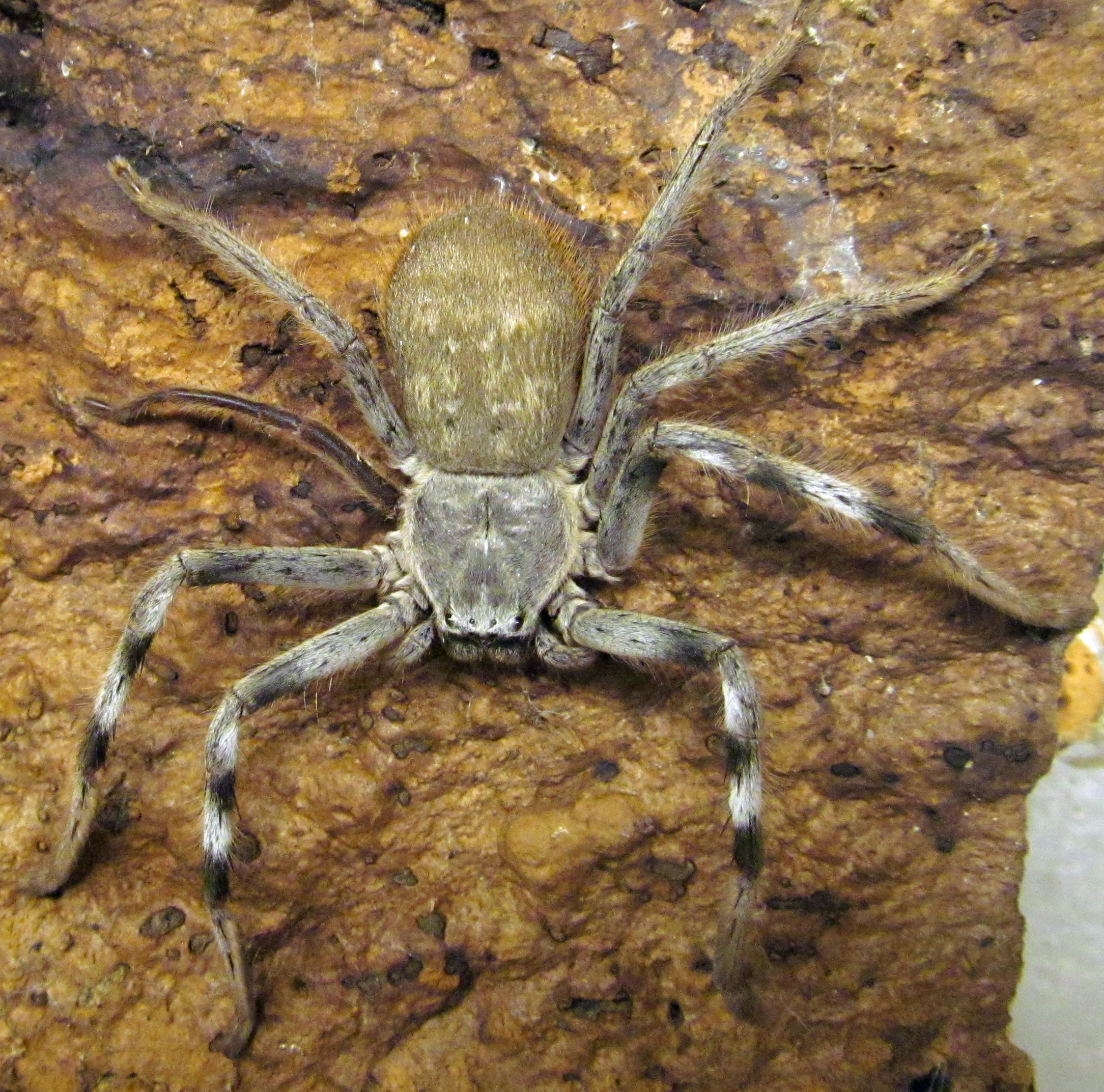